# Barza (okręg Vâlcea)
Barza – wieś w Rumunii, w okręgu Vâlcea, w gminie Budești. W 2011 roku liczyła 1006 mieszkańców.